# Обсада на Уейко
Обсадата на „планината Кармел“ (Обсадата на Уейко; на английски: Waco Siege), последвана от атаката на „планината Кармел“ е военна операция, осъществена от Федералното бюро за разследване в местността „Планината Кармел“ в Уейко, Тексас, САЩ, заемана от религиозната общност Клонка Давидова.
В проведената през пролетта на 1993 г. (от 28 февруари до 19 април) безпрецедентна операция загиват 79 членове на Клонката, както и 4 агенти на ATF.

## Предистория
Щурмът на мястото се предхожда от дългогодишна конфронтация. Мястото, където са били построени жилищните и молитвени домове на Клонката, е закупено от българина Виктор Хутев през 1930 г. с цел да основе там религиозно общество, различно от адвентистите. Хутев е бил православен християнин и не е много ясно какъв е бил първоначалният му замисъл, но явно е имал намерение да бъде нещо като ктитор на своеобразен манастир на американска земя. По времето, когато започва да привлича последователи, дейността на Клонката не е влизала в полезрението или поне не се е считала за заплаха за националната сигурност от американските специални служби.
В началото на 1980-те години начело на обществото застава Дейвид Кореш. През втората половина на 1980-те години членове на общността са набеждавани пред властите в извършване на незаконни и престъпни дейности, включително и в превръщане на планината в център за въоръжена съпротива на властта и пр. В крайна сметка нищо е доказано, но обстоятелството, че членовете на обществото и особено Дейвид Кореш пропагандират, че в лицето на правителството на САЩ виждат Сатаната, кара американските власти да се заемат с „разконспирирането“ на „Клонка Давидова“ след успешния край за САЩ на Студената война и последвалата я война в Залива.
През 1992 г. членовете на обществото и Дейвид Кореш са обвинени и представени от властите пред обществото като сексуални развратници и насилници над непълнолетни деца. Стига се до разпити на деца пред Конгреса на САЩ. Американските специални служби вземат решение за ликвидация на „терористичната клетка“ на планината Кармел, а сектантите от своя страна виждат действията на Сатаната в отправеното към тях предизвикателство, който се отъждествява от Клонката с правителството на САЩ. В Клонката решават да окажат съпротива и да пазят живота и имуществото си от посегателства.

## Ход на военните действия
Обсадата продължава 50 дни и на 51-вия се взема решение за предприемане на щурм, в който взимат участие около 700 командоси при поддръжката на танкове и хеликоптери. По време на атаката е пуснат в ранчото взривоопасен газ под благовидния предлог да упои оказващите отвътре съпротива, но по време на щурма избухва пожар и цялото ранчо е изпепелено за минути.
За случилото се съществуват две версии. Официалната гласи, че сектантите сами се подпалили, за да не попаднат живи в ръцете на своите преследвачи. Другата гласи, че пожарът е предизвикан от недобрата планировка, организация и най-вече субординация при провеждането на щурма. Споровете по въпроса продължават, като най-критикувана за начинанието, завършило с голяма трагедия и близо стотина погубени живота, е тогавашната американска министърка на правосъдието Джанет Рино. Критиката се стоварва върху главата на Рино, тъй като на практика тя дава зелена светлина за обсадата на планината Кармел, което от своя страна само втвърдява убеждението и затвърждава пророчеството на Кореш пред сектантите, че главата на злото е американското правителство, и то иска да ги унищожи като праведни вярващи.